# Crown (gruppo musicale)
I Crown (talvolta resi graficamente come C R O W N) sono un gruppo musicale industrial rock/sludge metal francese formato nel 2011.

## Storia del gruppo

### 2011-2013: primi anni
Il gruppo è nato su iniziativa del cantante/chitarrista Stephane Azam e del chitarrista Pascal Guth con l'intento di creare una formazione heavy metal basata unicamente sul suono di due chitarre e di una drum machine. Il 6 febbraio 2012 hanno pubblicato l'EP di debutto The One, seguito il 3 ottobre dello stesso anno dallo split EP Crown vs STValley inciso con gli STValley, progetto dello stesso Azam. Il 23 gennaio 2013 i Crown hanno firmato un contratto discografico con la Candlelight Records, pubblicando il 22 aprile seguente l'album di debutto Psychurgy. Il disco, composto da dieci brani, è stato accostato dalla critica specializzata ai lavori di gruppi come Godflesh e Isis grazie all'unione tra sonorità doom e sludge metal con quelle più industrial derivate dall'utilizzo della drum machine.
Nel gennaio 2014 il cantante Frederyk Rotter, apparso in alcuni brani di Psychurgy, è entrato nella formazione dal vivo del gruppo.

### 2015:Natron
Il 24 agosto 2015 i Crown hanno pubblicato il secondo album Natron, distribuito nuovamente dalla Candlelight. Prodotto da David Husser, il disco si caratterizza per alcune sezioni vocali più melodiche e per una maggiore attenzione alla dinamicità dei singoli brani, pur mantenendo sonorità prettamente doom/sludge e industrial ed elementi più estremi, e presenta tematiche legate all'occultismo, alla misantropia e al nichilismo. A seguito della pubblicazione dell'album, il trio ha preso parte a diversi festival, tra cui l'annuale Damnation Festival avvenuto il 7 novembre dello stesso anno.

### 2021:The End of All Things
L'11 febbraio 2021 i Crown hanno presentato il singolo Illumination come anticipazione al terzo album The End of All Things. La pubblicazione rappresenta la prima a seguito della firma con la Pelagic Records nonché la prima con il produttore David Husser in qualità di componente ufficiale della formazione e presenta sonorità che si discostano notevolmente da quanto operato in passato a causa dell'integrazione di elementi synth pop e darkwave, oltre a riff di chitarra tipicamente post-rock e un cantato unicamente melodico di Azam. Il disco è stato promosso anche dai singoli Shades e Violence, distribuiti tra il 4 e il 25 marzo, nonché da una tournée europea in cui i Crown si esibiranno come artisti d'apertura agli Enslaved e agli Intronaut.

## Formazione
Attuale
- Stephane Azam – voce, chitarra, programmazione (2011-presente)
- David Husser – chitarra, programmazione (2020-presente)

Turnisti
- Nicolas Uhlen – batteria (2020-presente)
- Marc Strebler – chitarra, cori (2021-presente)

Ex componenti
- Pascal Guth – chitarra, programmazione (2011-2019)
- Frederyk Rotter – voce (2014-2019)

## Discografia

### Album in studio
- 2013 – Psychurgy
- 2015 – Natron
- 2021 – The End of All Things

### EP
- 2012 – The One
- 2012 – Crown vs STValley (split con STValley)

### Singoli
- 2021 – Illumination
- 2021 – Shades
- 2021 – Violence